# Бегунов, Владимир Сергеевич
Влади́мир Серге́евич Бегуно́в (род. 25 марта 1959, Гвардейское, Симферопольский район, Крымская область, Украинская ССР, СССР) — советский и российский гитарист, автор песен, композитор. Основатель (совместно с Владимиром Шахриным) и бессменный участник группы «Чайф».

## Биография
Родился 25 марта 1959 года в посёлке Гвардейское в Крымской области.
Отец — Сергей Арефьевич Бегунов авиационный инженер, играл на аккордеоне, любил петь песню «Шаланды, полные кефали».
Мать — Нина Константиновна Бегунова — бухгалтер.
В подростковом возрасте, когда семья переехала под Архангельск в поселок Лахта, играл в группе «Цунами».
Когда учился в 10-м классе, переехал в Свердловск. Последний школьный год доучивался в одном классе с Владимиром Шахриным.
С 1978 года по 1980 год служил в армии в пограничных войсках, воинское звание — сержант. В 1981 году окончил Свердловский строительный техникум. С 1981 года по 1987 год — служил в ППС УВД Свердловского горисполкома.
С 1987 года по 1988 год — работал строителем в СУ № 20.

### Общественная позиция
В январе 2021 г. в своём аккаунте в социальной сети Твиттер Владимир Бегунов комментируя возвращение в Россию после отравления Алексея Навального написал; Ну что там во Внуково — прилетело-ли это чмо?. После возникшей негативной реакция Бегунов объявил, что давно не пользуется твиттером и не имеет доступа к своему аккаунту, отметив: Мне эта тема [про Навального] вообще неинтересна. Вот наши [хоккеисты] вчера у «Авангарда» выиграли — это важно!. В ответ на просьбу журналистов издания Е1.ru охарактеризовать своё отношение к политику музыкант выдал лишь несколько ярких матерных выражений. Если их убрать, то получится следующий комментарий. — Кто это? Зачем он мне нужен? Лучше бы спросил, сколько мы альбомов записали, — прокричал Бегунов и бросил трубку. Вскоре после этого Владимир Бегунов удалил свой аккаунт в Twitter. Согласно пресс-секретарю рок-группы Марины Залогиной, аккаунт был взломан, но мы успели, пока пароль не поменяли, удалить его.
Летом 2023 г. выступил в эфире Соловьёв Live с критикой выступления в Ельцин-центре придерживавшейся антивоенной позиции группы «Сансара», подытожив свою позицию словами: «Вот я бы лично наказал, в любом случае пресекать. Мы всё в бирюльки играем, стесняемся. Все люди — товарищи-знакомцы, но давно уже не бирюльки, не игра. Нужно щёлкать по носу, чтобы понимание это постепенно приходило». После этого концерт был отменён, а участники группы стали получать угрозы, в том числе в виде телефонных звонков и комментариев от представителей «Лиги безопасного интернета». Лидер группы Александр Гагарин обвинил Бегунова и его коллегу по «Чайфу» Владимира Шахрина, отметившегося негативный комментарий про выступление группы в Екатеринбурге с попрёками в заработке в России, ответственными за срыв мероприятия.

## Радиоспектакль
В конце 2009 года записал роль лесного дрябы Бряки в радиоспектакле по сказке Александра Коротича «Жужа. Путешествие драндулёта».

## Фильмография
- 2007 — «День выборов» — куплетист
- 2008 — «День радио» — камео
- 2010 — «Легенда острова Двид» — глашатай — крикунчик Чарли (по книге Владислава Крапивина)

## Награды
Награждён знаком отличия «За заслуги перед Свердловской областью» III степени.

## Личная жизнь
Жена Мария Николаевна Бегунова
Старший сын Евгений Бегунов (род. 1982) — жена Оксана
Внук Артём Бегунов (род. 2 апреля 2012) — в честь этого события Владимир Бегунов сбрил бороду.
Младший сын — Андрей Бегунов (род. 28 февраля 1984) — играет в рок-группе «Джин»